# Marco Minucio Augurino
Marco Minucio Augurino  fue un político y militar romano del siglo V a. C. perteneciente a la gens Minucia.

## Familia
Augurino fue miembro de los Minucios Augurinos, una rama familiar de la gens Minucia. Fue hermano de Publio Minucio Augurino.

## Carrera pública
Obtuvo el consulado en los años 497 y 491 a. C. y en ambas ocasiones su colega fue Aulo Sempronio Atratino.
En su primer consulado, consagró el templo de Saturno del Foro y fue en ese año que se instituyó la fiesta de las Saturnalia. Durante su segundo consulado hubo una gran hambruna en Roma.
Dionisio de Halicarnaso señala a Minucio como orador en el juicio contra Cayo Marcio Coriolano (491 a. C.), en donde actuó como su defensor. También aparece como portavoz de los enviados al campamento del ejército volsco (488 a. C.), dirigido por el mismo Coriolano.